# Електро-рок
Електро-рок (англ. Electrorock), а також електронний рок (англ. Electronic rock), цифровий рок (англ. Digital rock), сінті-рок (англ. Synthrock) — різновид рок-музики, для якого характерне використання електронних музичних інструментів. Еволюція електро-року пов'язана не тільки з розвитком самої рок-музики, а також із розвитком комп'ютерних технологій, синтезаторів та MIDI.
У кінці 1960-х років в рок-музиці почали використовувати електронні музичні інструменти, що призвело до утворення нового жанру року — електро-року. На той час широко використовували мелотрон, але до кінця десятиліття почали набувати популярність синтезатори Moog.
На початку 1970-х років, після появи панк-року, електро-рок почав втрачати популярність серед музикантів. В 1980-х сінті-поп майже витіснив електро-рок. Після появи електронного біг-біт та індустріального року, електро-рок почав зустрічатися дуже рідко, і лише у синглах.

## Відомі представники напрямку
- Asking Alexandria
- Depeche Mode
- Enter Shikari
- Goldfrapp
- Кіт Емерсон
- Kraftwerk
- Ladytron
- Nine Inch Nails
- P!ATD
- P!NK
- The Prodigy
- Pendulum
- Rammstein
- Radical Face
- Suicide
- Imagine Dragons